# 813
| [ Edytuj tabelę ]          |                                                       |
| Hrabia Aragonii            | - 809 Aznar I 839                                     |
| Król Asturii               | - 791 Alfons II 842                                   |
| Hrabia Barcelony           | - 801 Berà 820                                        |
| Cesarz Bizancjum           | - 811 Michał I Rangabe 813 - 813 Leon V Armeńczyk 820 |
| Chan Bułgarii              | - 803 Krum 814                                        |
| Cesarz Chin                | - 806 Tang Xianzong 820                               |
| Król Franków               | - 768 Karol Wielki 814 - 781 Ludwik I Pobożny 814     |
| Cesarz Japonii             | - 809 Saga 823                                        |
| Władca Jutlandii           | - 812 Harald Klak 827                                 |
| Kalif                      | - 809 Al-Amin 813 - 813 Al-Mamun 833                  |
| Król Khmerów               | - 802 Dżajawarman II 850                              |
| Patriarcha Konstantynopola | - 806 Nicefor I 815                                   |
| Król Mercji                | - 796 Cenwulf 821                                     |
| Król Nortumbrii            | - 808 Eanred 840                                      |
| Książę Obodrzyców          | - 809 Sławomir 819                                    |
| Papież                     | - 795 Leon III 816                                    |
| Cesarz rzymski             | - 800 Karol Wielki 814                                |
| Doża Wenecji               | - 809 Angelo Partecipazio 827                         |

Rok 813 / DCCCXIII
stulecia: VIII wiek ~
IX wiek ~
X wiek

lata: 803 «
808 «
809 «
810 «
811 «
812 «
813
» 814
» 815
» 816
» 817
» 818
» 823

## Wydarzenia
- 22 czerwca – w bitwie pod Wersyniką  koło Adrianopola, bułgarski chan Krum rozbił armię bizantyjską cesarza Michała I Rangabe.
- 11 lipca – Leon V Armeńczyk został ogłoszony cesarzem przez armię.
- 11 września – po stracie dwu starszych synów, cesarz Karol Wielki – uzyskawszy zgodę możnych na uznanie następstwa młodszego potomka - własnoręcznie ukoronował Ludwika (zwanego „Pobożnym”) na współcesarza; rzecz działa się w Akwizgranie, który na pięć wieków pozostał miastem koronacyjnym królów niemieckich.